# Żeleźniak (Tatry)

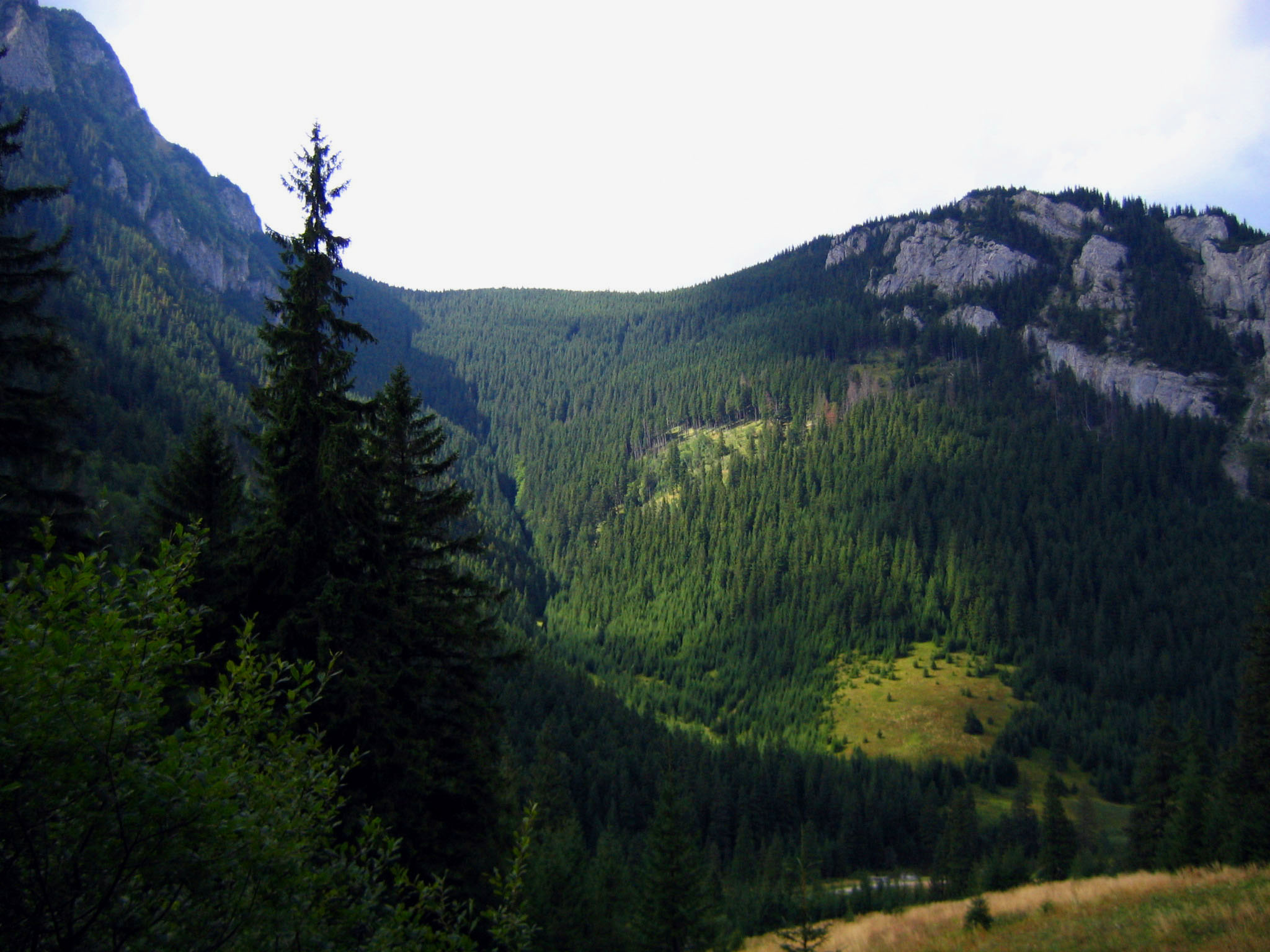
Widok na żleb Żeleźniak z Polany Pisanej

Żleb Żeleźniak – żleb w zachodnich zboczach Doliny Kościeliskiej w masywie Kominiarskiego Wierchu, w polskich Tatrach Zachodnich. Opada spod Przełęczy ku Stawku na wschód, ku Niżniej Polanie Pisanej, równolegle do Raptawickiej Grani ograniczającej go od południa. Od północy żleb ograniczony jest przez grzbiet Maturowych Stołów. Prawostronnym odgałęzieniem Żeleźniaka jest żleb Głębowiec.
Szerokim, trawiastym żlebem w XIX wieku prowadziła droga, którą zwożono rudy żelaza wydobywane w kopalni zwanej Maturką i w innych okolicznych sztolniach w masywie Stołów. Były to hematyty, zawierające do 70% żelaza. Przetapiano je w hucie w Starych Kościeliskach. Obecnie, po zaprzestaniu wypasu owiec na Hali Pisanej, żleb i cała niemal hala zarosły lasem.
W żlebie, podobnie jak w całej Dolinie Kościeliskiej, istnieją jaskinie. W orograficznie prawym zboczu Żeleźniaka znajduje się dolny otwór trzeciej co do głębokości, a piątej co do długości jaskini Polski – Bańdziocha Kominiarskiego. Poza nią poznano i opisano tu jeszcze kilkanaście innych jaskiń. Wśród nich bardzo oryginalnie położoną – w pionowym urwisku skalnym na wysokości 1400 m – jaskinię Orle Gniazdo, mająca 5,5 m długości, a także m.in. Jaskinię z Mułem, Wiśniakową Jamę, Jaskinię pod Wiśniakową Jamą, Schronisko nad Wiśniakową Jamą, Schron z Kołem, Schronisko nad Trawersem w Żeleźniaku II, Zasłoniętą Szczelinę, Szczelinę przy Zawieszonej Skale I, Szczelinę przy Zawieszonej Skale II, Niszę Zachodnią, Jaskinię Ślimaczą, Otwarty Schron, Schronisko przy Jeleniej Perci, Jaskinia w Kociołku pod Bańdziochem, Kominek przy Bańdziochu, Trzyotworowy Kominek przy Bańdziochu, Dziurkę od Klucza, Wielką Nyżę, Jaskinię nad Prożkiem w Żlebie Na Spady, Dziura pod Nową, Jaskinię Nową nad Raptawicką Granią i Nyżę pod Bańdziochem. Sam żleb nie jest udostępniony turystycznie. Doskonale jest widoczny z Polany Pisanej.